# Kyjov (district de Havlíčkův Brod)
Pour les articles homonymes, voir Kyjov.
Kyjov (en allemand : Kiow) est une commune du district de Havlíčkův Brod, dans la région de Vysočina, en République tchèque. Sa population s'élevait à 120 habitants en 2020.

## Géographie
Kyjov se trouve à 5 km au nord-est de Havlíčkův Brod, à 26 km au nord de Jihlava et à 99 km au sud-est de Prague.
La commune est limitée par Kojetín au nord, par Ždírec et Pohled à l'est, par Havlíčkův Brod au sud et à l'ouest, et par Břevnice au nord-ouest.

## Histoire
La première mention écrite de la localité date de 1351.

## Administration
La commune se compose de deux quartiers :
- Kyjov
- Dvorce